# Sitara Klody
Sitara Klody (/si.ta.ra clo.di/), née le 29 octobre 1994 à Lomé, est une auteur-compositeur-interprète togolaise. Elle chante en français, anglais et en mina et collabore avec Most Wanted Next Generation.

## Biographie
Née le 29 octobre 1994 à Lomé, cette jeune fille d’une vingtaine d’années, originaire du pied du Mont Agou, à pour idoles les chanteurs comme Asa, Ayo ou même Bella Bellow. En marge d’une génération imprégnée de RnB.
En 2015, elle signe un contrat avec le label togolais Poq Industrie. Son premier EP, qu'
elle nomme Woetrivi, ce qui veut dire l'étoile en langue mina, est enregistré en 2016 et mixé par Quicksox San'nta dans ce même studio au Togo.

## Discographie

### EP
- 2017 : Woetrivi (Poq Industrie)

Titres :
1 Sourire (3:14) 
2 Novi (3:56) 
3 Combat remix (4:05)
4 Ferme pas ta porte (radio edit) (4:37)
5 Agolo (3:27)
6 Ega (3:52)
7 Novi (Instrumental) (3:56)
8 Ferme pas ta porte (club mix) (6:37) 
Lien pour télécharger l'album: https://music.apple.com/in/album/woetrivi/1330321753

### Singles
- 2015 : Le combat
- 2016 : Agolo [6]
- 2017 : Novi  (featuring Mic flammez)
- 2018 : Ega
- 2022 : Dagbé[3]

## Distinctions
- 2018 : Meilleur tube par Heroes 228 sur la chanson Ega[7]
- 2019 : Artiste féminin de l'année au Togo par All Music Awards[8]